# Панфілов Олексій Павлович
Олексі́й Па́влович Панфі́лов (рос. Алексей Павлович Панфилов; 1898—1966) — радянський воєначальник, генерал-лейтенант танкових військ (11.03.1944), Герой Радянського Союзу (29.05.1945).

## Життєпис
Народився в Казані (нині — Республіка Татарстан, РФ), в родині залізничного службовця. Росіянин. Закінчив вище гірниче училище. Працював на Казанській залізниці.
У лавах Червоної армії з 15 квітня 1918 року. Член РКП(б) з 1918 року. Учасник громадянської війни в Росії на Східному фронті.
Після війни продовжив військову службу у лавах РСЧА. Обіймав низку комісарських посад у кавалерійських частинах, з червня 1923 року — помічник начальника навчально-мобілізаційного відділу і виконувач обов'язків начальника політичного управління Сибірського військового округу. З квітня 1924 року — для особливих доручень при начальникові Головного управління РСЧА, згодом — при начальникові Політичного управління РСЧА.
У 1926 році закінчив Курси удосконалення вищого керівного складу при Військовій академії РСЧА імені Фрунзе. З вересня 1927 року — начальник політвідділу і військком 5-ї окремої кавалерійської бригади; з вересня 1928 року — помічник прокурора 18-го стрілецького корпусу; з листопада 1928 року — помічник прокурора Ленінградського військового округу.
У вересні 1931 року направлений на навчання, у 1937 році закінчив командний факультет Військової академії механізації і моторизації РСЧА, з червня того ж року — військком Науково-випробувального полігону Автобронетанкового управління РСЧА. З квітня 1938 року — помічник начальника Автобронетанкового управління РСЧА. Того ж року, як командир 2-ї механізованої бригади 39-го стрілецького корпусу 1-ї Приморської армії Далекосхідного Червонопрапорного фронту, брав участь у боях на озері Хасан. З квітня 1939 року — заступник начальника 1-го відділу 5-го управління РСЧА. Постановою РНК СРСР від 04.06.1940 року присвоєне військове звання «генерал-майор танкових військ».
З червня 1940 року — заступник начальника Розвідувального управління Генерального штабу РСЧА (РУ ГШ РСЧА), у липні — вересні 1941 року виконував обов'язки начальника Управління. У лютому 1942 року затверджений на посаді начальника Головного розвідувального управління (ГРУ) Генштабу РСЧА, одночасно був уповноваженим з формування польської армії генерала В. Андерса. Після відмови В. андерса воювати у складі РСЧА, втратив свою посаду.
На фронтах німецько-радянської війни з серпня 1942 року. Був заступником командувача 3-ю танковою армією на Західному фронті, а з січня 1943 року — заступником командувача 5-ю танковою армією на Південно-Західному фронті. З березня 1943 року — другий заступник начальника Головного управління формування і бойової підготовки бронетанкових і механізованих військ РСЧА.
З жовтня 1943 по квітень 1944 року — командир 6-го гвардійського танкового корпусу на 1-му Українському фронті. З серпня 1944 року й до кінця війни — командир 3-го гвардійського танкового корпусу на 2-му Білоруському фронті.
У повоєнний час командував 3-ю гвардійською танковою дивізією, з серпня 1946 року перебував у розпорядженні командувача бронетанковими і механізованими військами Радянської армії, а з листопада того ж року — начальник 2-го інженерно-технічного факультету, згодом — начальник факультету з підготовки офіцерів іноземних армії Військової академії бронетанкових і механізованих військ імені Сталіна. З березня 1952 року — командувач бронетанковими і механізованими військами Північного військового округу. У 1954 році закінчив Вищі академічні курси при Вищій військовій академії імені К. Є. Ворошилова і був залишений при академії на викладацькій роботі.
У листопаді 1959 року генерал-лейтенант танкових військ О. П. Панфілов вийшов у запас. Мешкав у Москві, де й помер. Похований на Новодівочому цвинтарі.

## Нагороди
Указом Президії Верховної Ради СРСР від 29 травня 1945 року «за успішне проведення бойових операцій по остаточному розгрому німецько-фашистських загарбників», генерал-лейтенантові танкових військ Панфілову Олексію Павловичу присвоєне звання Героя Радянського Союзу (№ 8003).
Нагороджений двома орденами Леніна (21.02.1945, 29.05.1945), п'ятьма орденами Червоного Прапора (14.02.1943, 03.11.1944, …), орденами Суворова 1-го (10.04.1945) та 2-го (10.01.1944) ступенів, медалями, у тому числі «За відвагу», а також іноземними нагородами.